# Odder Parkhotel
Odder Parkhotel er et firestjernet hotel/konferencehotel i Odder. Hotellet er med i kæderne Classic Hotels og Danske Konferencecentre. Odder Parkhotel har fire store selskabslokaler samt en konferenceafdeling der i 2006 og 2007 er blevet kåret som ”Årets Konferencecenter” hos sammenslutningen af Danske konferencecentre DKBS.